# Place Coluche
Place Coluche – plac położony na granicy 13. i 14. dzielnicy Paryża, w pobliżu Quartier de la Maison-Blanche i Quartier du Parc-de-Montsouris. Łączą się z nim następujące ulice:
- w 14. dzielnicy: Rue d'Alésia, Avenue Reille
- na granicy 13. i 14. dzielnicy: Rue de la Santé, Rue de l'Amiral-Mouchez
- w 13. dzielnicy: Rue de la Glacière, Rue de Tolbiac, Rue Boussingault.

W okolicy znajduje się dom, w którym mieszkał Coluche.

## Pochodzenie nazwy
Nazwa placu upamiętnia Coluche, francuskiego komika, aktora i założyciela Restos du Cœur. Mimo iż nadano ją 5 listopada 2002 roku, oficjalna inauguracja odbyła się dopiero 29 października 2006 roku, nawiązując do dwudziestej rocznicy jego śmierci. Do tego czasu nazwa widniała jedynie na niektórych mapach miasta. Na inauguracji obecni byli przedstawiciele władz miejskich – mer Paryża Bertrand Delanoë, mer 13. dzielnicy Serge Blisko oraz mer 14. dzielnicy Pierre Castagnou, rodzina zmarłego komika oraz znane osobistości, takie jak Josiane Balasko, Renaud, Luis Rego czy Georges Moustaki.